# Max Horkheimer
Max Horkheimer, född 14 februari 1895 i Zuffenhausen i Württemberg, död 7 juli 1973 i Nürnberg, Bayern, var en tysk filosof. Han var mellan 1930 och 1958 ledare för Institutet för socialforskning (Institut für Sozialforschung, IfS) i Frankfurt am Main respektive New York, som var hemvist för Frankfurtskolan.

## Biografi
År 1925 lade Horkheimer fram avhandlingen Kants kritik av omdömet som förmedlare mellan praktisk och teoretisk filosofi. Följande år blev han privatdocent. Han blev ansvarig för undervisningen i socialfilosofi vid Johann Wolfgang Goethe-universitetet i Frankfurt 1930 och blev samma år utnämnd till rektor för Institutet för social forskning där. Två år därefter började Institutets utgivning av Zeitschrift fur Sozialforschung (1932–1939) med Horkheimer som grundare och utgivare. Den fortsattes av Studies in Philosophy and Social Science (1940–1942) och han var också initiativtagare till Studien über Auktorität und Familie (utkom första gången i Paris 1936).
Nazisterna tillät inte Horkheimer att föreläsa, och Institutet för socialforskning stängdes 1933. Han emigrerade till Schweiz, varifrån han följande år reste till USA. Columbia University blev till en fristad för institutet.
År 1940 erhöll Horkheimer amerikanskt medborgarskap och flyttade till Pacific Palisades, Los Angeles. Tillsammans med Theodor Adorno är Max Horkheimer huvudföreträdare för Frankfurtskolans kritiska teori. I samarbete med Theodor Adorno och Gretel Karplus författade Horkheimer sin kanske mest kända bok: Upplysningens dialektik (Dialektik der Aufklärung; 1947), i vilken författarna kritiserar den hegelska idealismen. År 1949 återvände han till Frankfurt och där öppnade Institutet igen 1950. Horkheimer var rektor för Frankfurts universitet mellan 1951 och 1953 och han fortsatte att undervisa där till mitten av 1950-talet. Han återvände till USA mellan 1954 och 1959 för att föreläsa vid universitetet i Chicago.
Staden Frankfurt am Main förärade Max Horkheimer med en Goethe-plakett 1953 och utnämnde honom till hedersmedborgare 1960. Redan 1957 hade han flyttat till Montagnola i Schweiz tillsammans med ungdomsvännen Friedrich Pollock. Han förblev en viktig gestalt till sin död i Nürnberg 1973. Han är begravd på judiska begravningsplatsen i Bern.
Horkheimers bok Förnuftets slut behandlar begreppet förnuft inom västerländsk filosofisk tradition. Horkheimer definierar förnuft som den rationalitet som bara kan uppstå i en omgivning av fritt, kritiskt tänkande. Han beskriver skillnaden mellan objektivt, subjektivt och instrumentellt förnuft, och anser att vi har rört oss från det första slaget via det mellersta och till det sistnämnda.

## Verk
Horkheimers verk präglas av en strävan att undersöka relationen mellan affekter (särskilt lidande) och olika begrepp ( somförstås som handlingsdirigerande uttryck för förnuftet). Därigenom reagerade han kritiskt på vad han såg som ensidigheten hos både neokantianismen (med dess fokus på begrepp) och Lebensphilosophie (med dess fokus på uttryck och världsavslöjande). Han ansåg inte att någon av dem hade fel, men han insisterade på att insikterna från varje skola för sig inte kunde bidra till att lösa sociala problem på ett tillfredsställande sätt. Horkheimer fokuserade på sambanden mellan sociala strukturer, nätverk/subkulturer och individuella verkligheter och drog slutsatsen att vi påverkas och formas av den pågående varuproduktionen. Det är också viktigt att notera att Horkheimer samarbetade med Marcuse, Fromm, Adorno och Benjamin.

## Författarskap
"Mellan filosofi och samhällsvetenskap" utkom mellan 1930 och 1938. Den innehöll bl.a. följande: "Materialism och moral", "Moralfilosofins nuvarande situation, "Om sanningens problem", "Historia och psykologi", "Ett nytt begrepp om ideologi", "Anmärkningar om filosofisk antropologi" och "Rationalismens debatt i den samtida filosofin". Den innehöll också "Början på den borgerliga historiefilosofin". Essäerna inom "Mellan filosofi och samhällsvetenskap" var Horkheimers försök att "ta bort individen från masskulturen, en funktion för filosofin från varufieringen av allting."
"Egoism and Freedom Movements" och "Beginnings of the Bourgeois Philosophy of History" är de längsta av essäerna. Den första är en utvärdering av Machiavelli, Hobbes och Vico, den senare diskuterar den borgerliga kontrollen. I Utkast till den borgerliga historiefilosofin förklarade Horkheimer "vad han lärde sig av de borgerligas uppgång till makten och vad i det borgerliga som han ansåg vara värt att bevara". I volymen behandlas också individen som filosofins "oroliga centrum". Horkheimer uttryckte att "det finns ingen formel som definierar förhållandet mellan individer, samhälle och natur för all framtid."  För att förstå problemet med individen ytterligare inkluderade Horkheimer två fallstudier om individen: en om Montaigne och en om honom själv.